# Chiesa di Santa Maria del Popolo (Bitonto)
La chiesa di Santa Maria del Popolo di Bitonto, detta pure di Santa Teresa in quanto concessa nel 1702 ai teresiani che costruirono un convento oggi adibito a liceo, si trova a poche decine di metri dal luogo dove sorgeva un tempo porta Pendile. La costruzione ebbe inizio nel 1601 su progetto dell'architetto Bartolomeo Amendolara. Al 1612 risale la cisterna pubblica situata alla destra della chiesa, costruita per affrontare la siccità.

## Descrizione
La facciata è tipicamente medievale, povera di decori. Il portale mostra le sue linee classiche mentre la finestra, più in alto del portale, ha il timpano curvilineo. L'interno si distingue per la grande quantità di stucchi, marmi, cornici e festoni. Le tele originarie ora collocate nel museo diocesano. Ne rimangono però alcune che insieme ad un Cristo ligneo arricchiscono seppur di poco l'interno dell'edificio.
Il monastero adiacente si presenta severo nelle linee architettoniche ed è preceduto da una imponente scalinata. Il ricco portale d'ingresso del monastero costituisce insieme al portale del vestibolo un contrasto con la struttura molto severa nelle sue linee architettoniche.